# Alstaden
Alstaden is een stadsdeel van Oberhausen in Noordrijn-Westfalen. Tot 1910 was het een zelfstandige gemeente onder de naam Alstaden an der Ruhr.
Alstaden is het zuidelijkste stadsdeel van Oberhausen en ligt in het zuidwesten van het stadsdistrict Alt-Oberhausen en is het enige stadsdeel dat aan de oever van de Ruhr ligt. Alstaden was lang een landelijk dorpje. Dit veranderde omstreeks 1800 toen de scheepvaart op de Ruhr belangrijker werd, hoewel de bevolking nog lange tijd onder de 1000 inwoners bleef. Pas in 1904 kreeg Alstaden een eigen burgemeester en dit voor amper zes jaar want toen werden ze door Oberhausen ingelijfd. Op dat moment telde de gemeente 14.117 inwoners.